# サン・ヴィート・デイ・ノルマンニ
サン・ヴィート・デイ・ノルマンニ（イタリア語: San Vito dei Normanni）は、イタリア共和国プッリャ州ブリンディジ県にある、人口約19,000人の基礎自治体（コムーネ）。

## 地理

### 位置・広がり

#### 隣接コムーネ
隣接するコムーネは以下の通り。
- ブリンディジ
- カロヴィーニョ
- チェーリエ・メッサーピカ
- フランカヴィッラ・フォンターナ
- ラティアーノ
- メザーニェ
- オストゥーニ
- サン・ミケーレ・サレンティーノ

## 行政

### 分離集落
サン・ヴィート・デイ・ノルマンニには、以下の分離集落（フラツィオーネ）がある。
- Conforto, Favorita, San Giacomo e San Vito Scalo

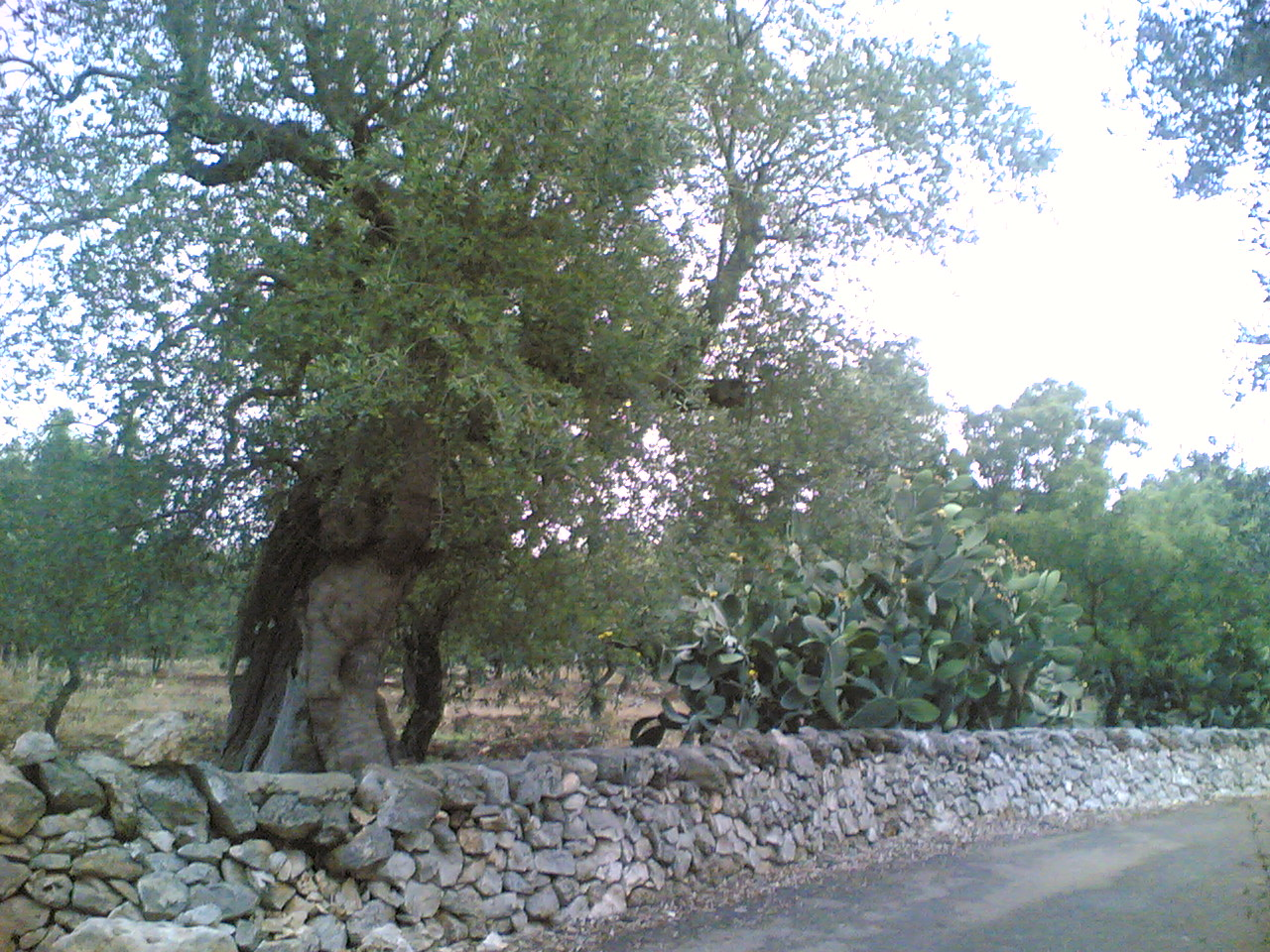
Campagna sanvitese, contrada Ammazzaciucci